# Вутвицький заказник
Ву́твицький зака́зник — ботанічний заказник загальнодержавного значення. Розташований у Камінь-Каширському районі Волинської області, на захід від села Нуйно.

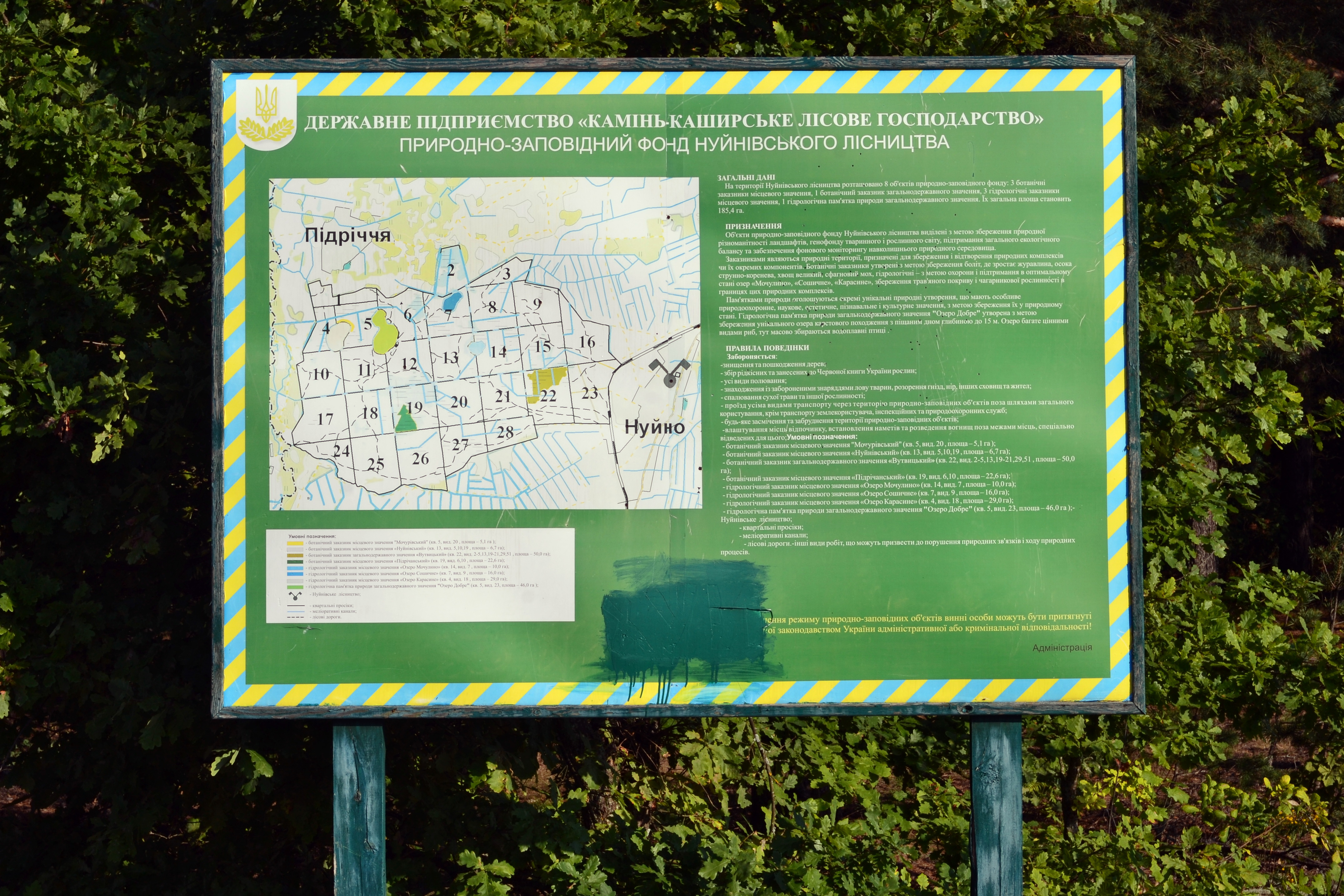
інформаційна таблиця про ПЗФ Нуйнівського лісництва на шляху до заказника

Площа 50 га. Підпорядкований Камінь-Каширському держлісгоспу (Нуйнівське лісництво, кв. 22, вид. 2-5, 13, 19-21, 29, 51). Утворений постановою Ради Міністрів Української РСР № 132 від 25 лютого 1980 р.
Охороняється унікальне оліготрофне болото, поросле сосною, на якому зростають характерні для сфагнових боліт Східної Європи рослини: андромеда ряснолиста, багно звичайне, дзьобонасінник білий, хвощ великий, а також рідкісні види, занесені до Червоної книги України: хамедафна чашечкова (єдине місце зростання на Волині і друге в Україні), плаун річний, лілія лісова, меч-трава болотна.
Місце розмноження окремих регіонально рідкісних видів птахів, зокрема, слукви (вальдшнепа), чирка-свистунка, а також інших видів птахів, переважно горобцеподібних.

## Галерея

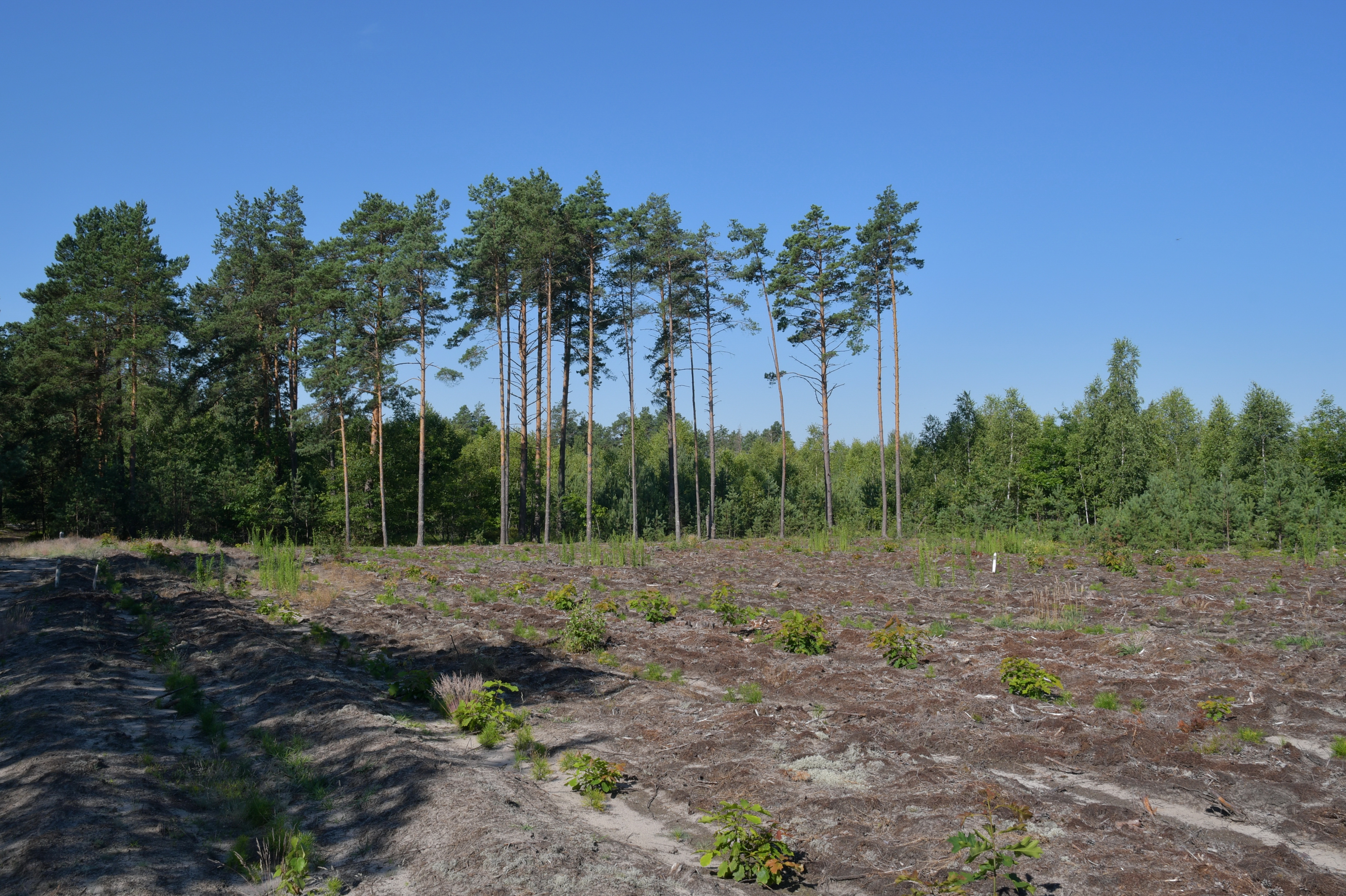
Вигляд з південного сходу
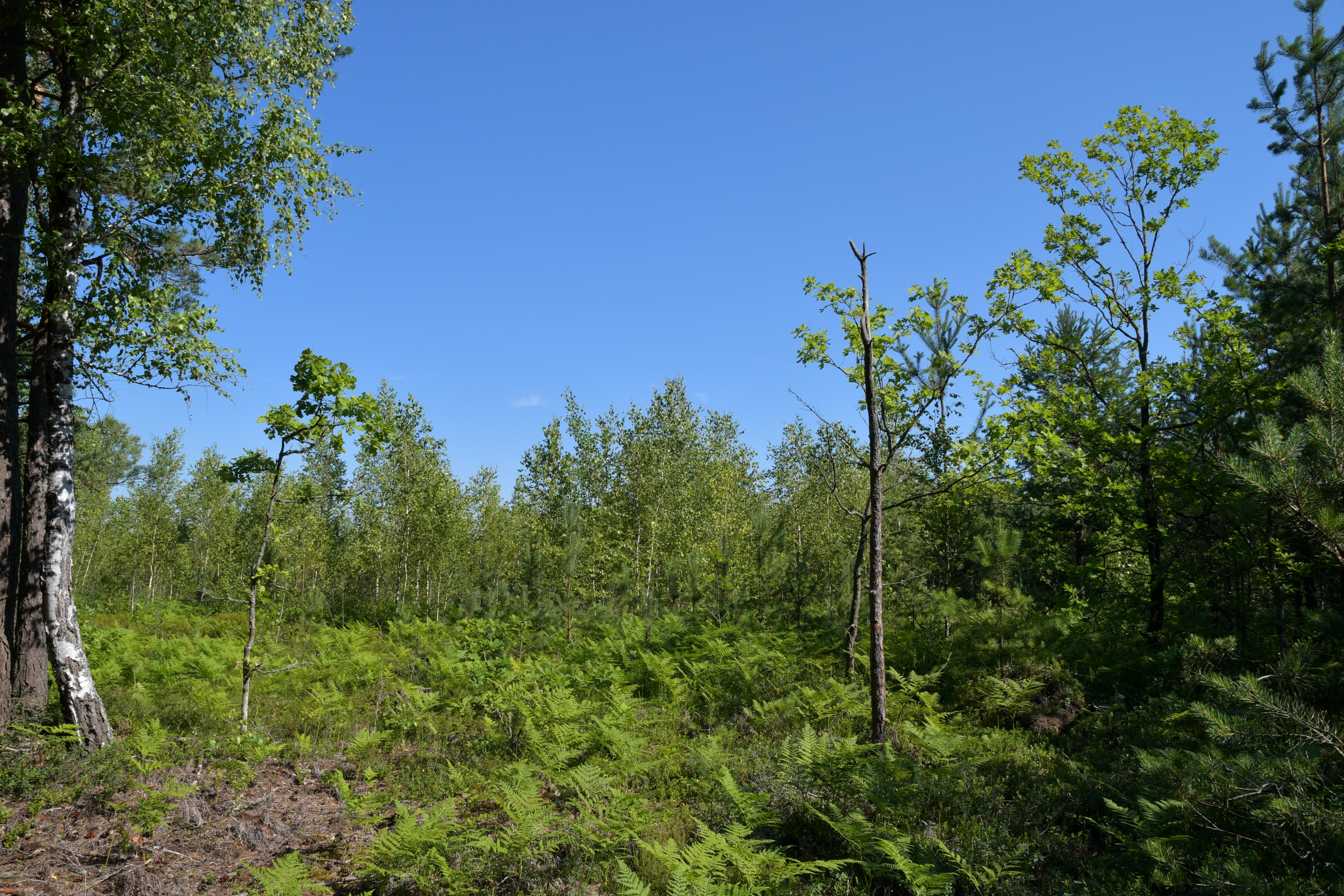
Вигляд з півдня
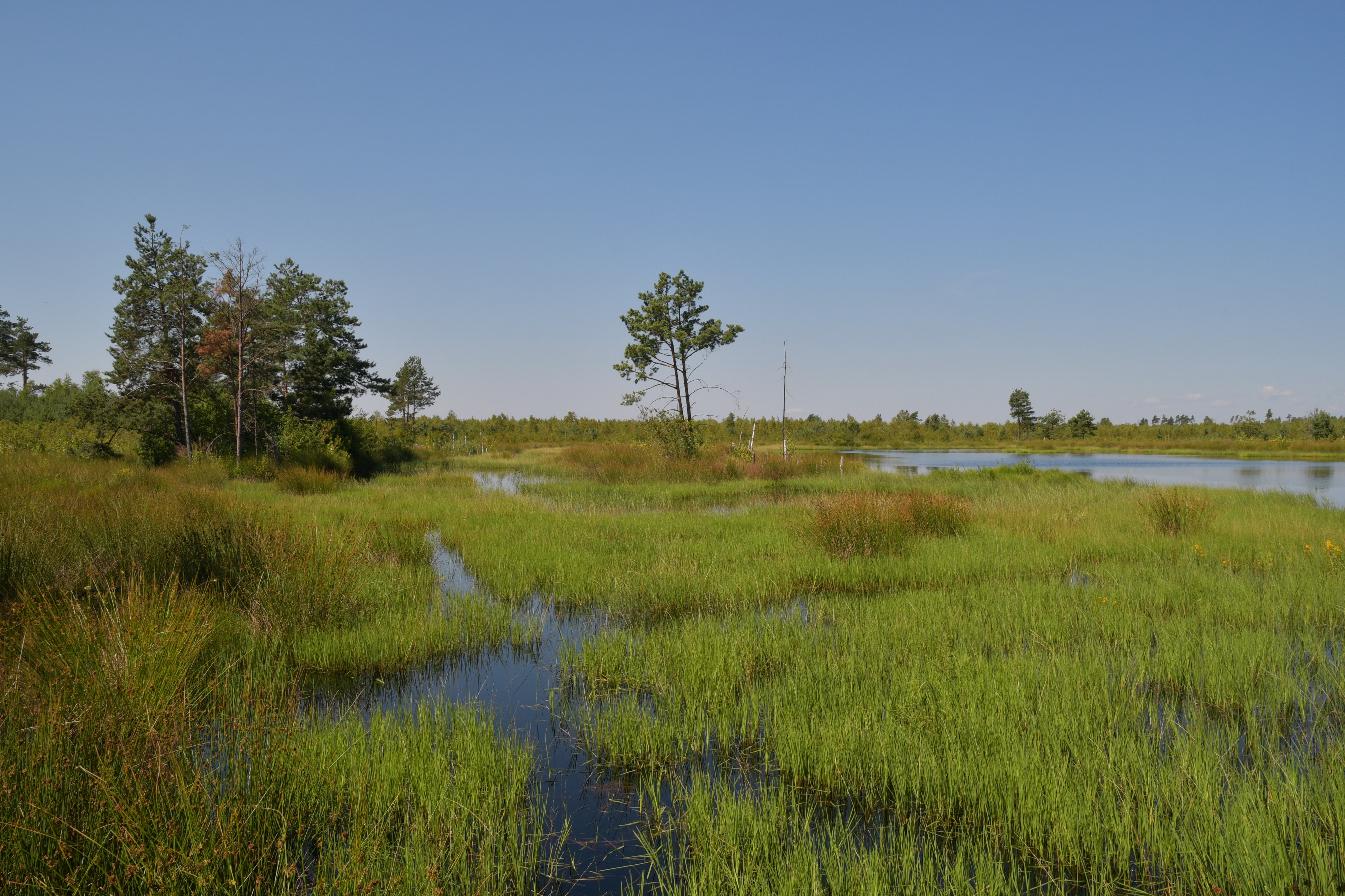
Вигляд зі сходу
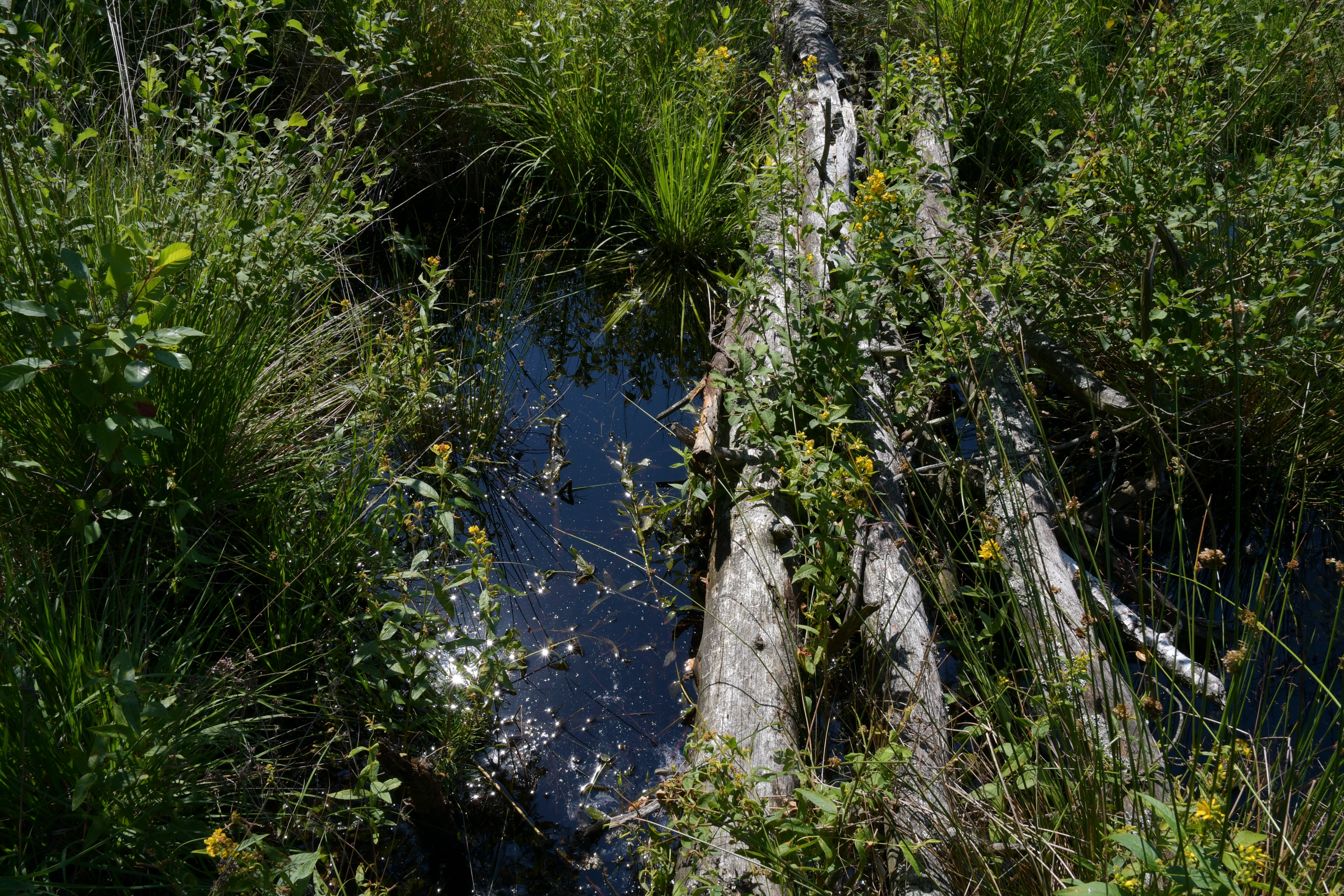
Місток
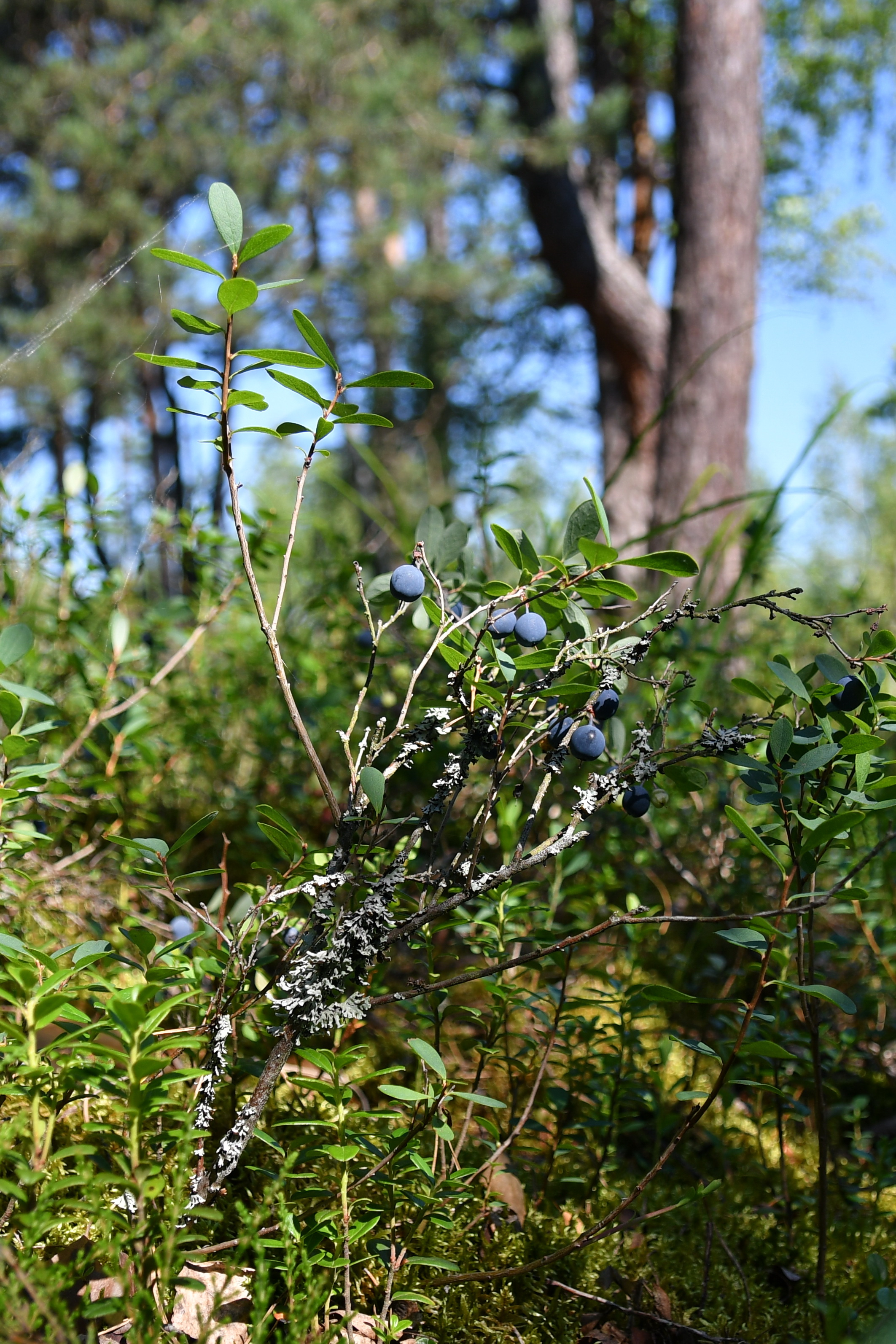
Лохина звичайна